# 埃斯泰尔戈姆
埃斯泰尔戈姆（匈牙利語：Esztergom，匈牙利語發音：[ˈɛstɛrɡom] ⓘ）是北匈牙利的一个小城市，大约在布达佩斯的西北五十公里。它位于科馬羅姆-埃斯泰爾戈姆，是多瑙河的右岸，那里也就是斯洛伐克的边界。
10世纪至13世纪，埃斯泰尔戈姆是匈牙利的首都，原本是皇家的居住地，直到贝拉四世把首都迁到維謝格拉德，后来再迁到布达。
埃斯泰尔戈姆较新的景点是瑪麗瓦萊里橋，连接着埃斯泰尔戈姆与斯洛伐克的什圖羅沃市，最初落成于1895年，但在1944年被撤退的納粹德國军队摧毀，2001年在欧洲共同体的支持下重建。

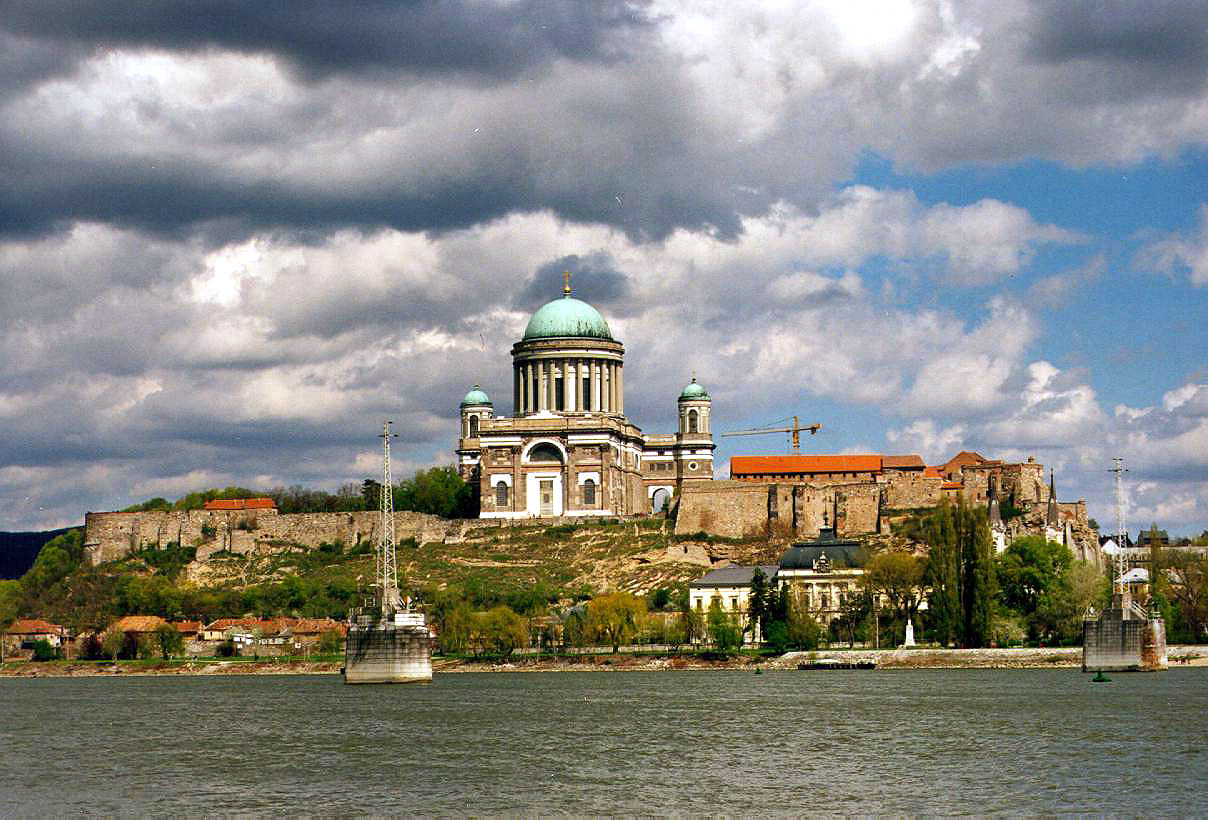
埃斯泰尔戈姆聖殿

## 人口历史

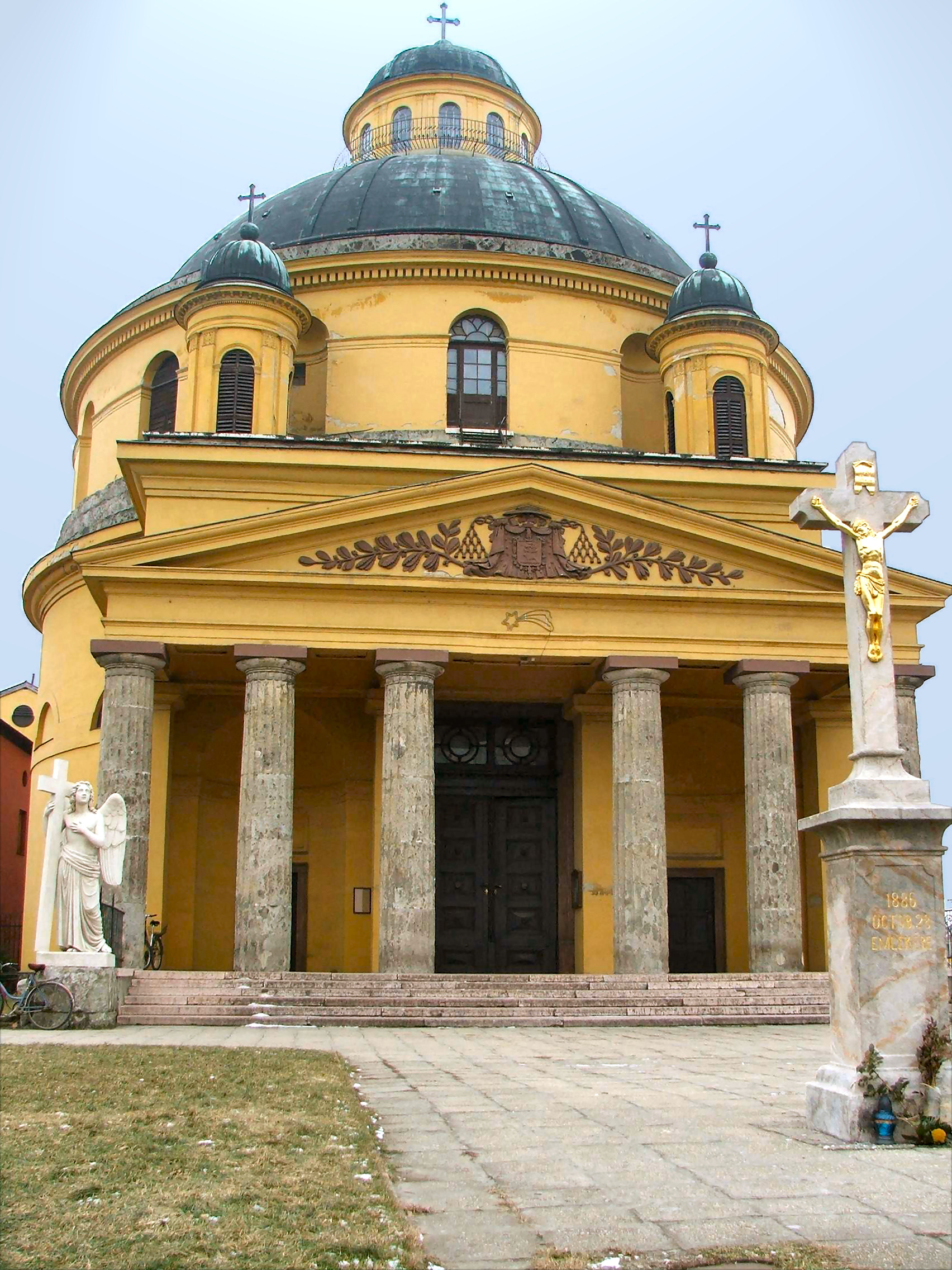
圓形教堂

由於數次的鄂圖曼戰爭，這座城市和鄰近地區遭到破壞。在17世紀末和18世紀初，埃斯泰爾戈姆的居民大多是匈牙利人、一些德國人和斯洛伐克人。根據 András Vályi 的說法，1796年埃斯泰爾戈姆的人口主要是匈牙利人，而德國和斯洛伐克少數民族則精通匈牙利語。Elek Fényes 在1851年將埃斯泰爾戈姆描述為主要是匈牙利語。根據1880年的人口普查，這座城市（包括 Szentgyörgymező、Szenttamás 和 Víziváros）有14,944名居民，其中有13,340名（89.3%）匈牙利人、755名（5.1%）德國人和321名（2.1%）斯洛伐克人（按母語計算）。 
根據2011年人口普查，埃斯泰爾戈姆的總人口為28,926人，其中匈牙利人24,155人（83.5%）、羅姆人729人（2.5%）、德國人527人（1.8%）和斯洛伐克人242人（0.8%）。13.6%的總人口沒有說明其的種族。在匈牙利，人們可以申報多種種族背景，因此其他人將匈牙利和少數民族一起申報。2021年人口則約為兩萬八千人。

## 宗教
從歷史上看，埃斯泰爾戈姆一直是匈牙利天主教堂的所在地，1708 年禁止非天主教徒進入該市（但不包括少數塞爾維亞東正教）。 因此1851年的人口幾乎完全是羅馬天主教徒。 
1869年的人口普查顯示，有13,567人（93.5%）羅馬天主教徒、718人（4.9%）猶太人、130人（0.9%）匈牙利改革宗（加爾文主義者）、68人（0.5%）路德宗和27人（0.2%）東正教。其調查了14,512人（包括 Szentgyörgymező、Szenttamás 和 Víziváros）。
2011年的人口普查顯示，有13,127人（45.4%）羅馬天主教徒、1,647人（5.7%）匈牙利改革宗、211人（0.7%）路德宗和160人（0.6%）希臘天主教徒、3,807人（13.2%）不信教和418人（1.5%）無神論者，而9,046 人（31.3%）則沒有說明自己的宗教信仰。

## 姊妹城市

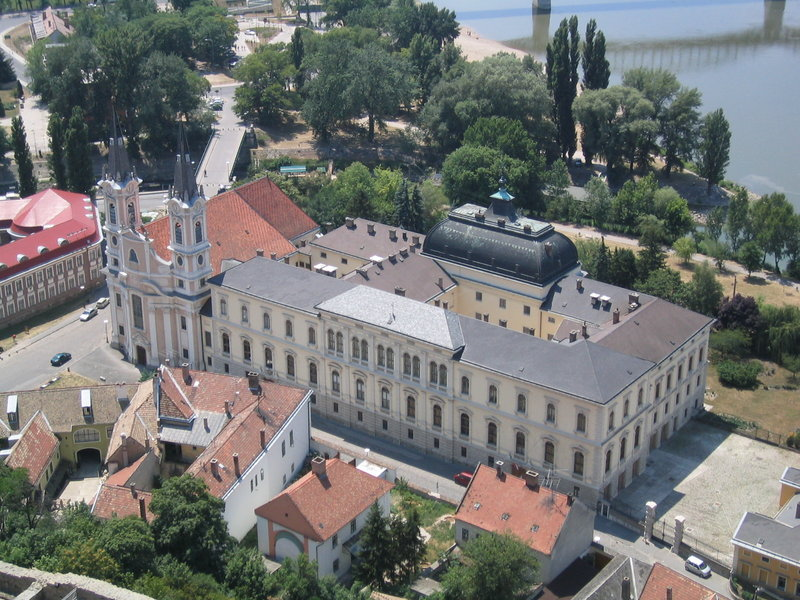
基督教博物館

- 芬兰埃斯波（1974年）
- 斯洛伐克什圖羅沃（1991年）
- 德国班貝格（1992年）
- 法國康布雷（1992年）
- 德国多瑙河畔埃英根（1992年）
- 德国美因塔尔（1993年）
- 波蘭格涅茲諾（1994年）
- 奥地利瑪麗亞采爾（2002年）
- 英国坎特伯雷（2004年）